# Du Pré
Du Pré is een Zuid-Nederlands adellijk huis.

## Geschiedenis
In 1726 verleende keizer Karel VI erfelijke adel aan Gaspar du Pré.
Zijn zoon Philippe du Pré was getrouwd met Thérèse de Behault. Hij was de vader van de hiernavolgende broers Edmond en Célestin.

## Edmond du Pré
François Joseph Edmond du Pré (Bergen, 20 november 1759 - 31 januari 1827) werd in 1817, onder het Verenigd Koninkrijk der Nederlanden, erkend in de erfelijke adel en benoemd in de Ridderschap van de provincie Henegouwen.
Hij trouwde in 1795 met Alexandrine du Sart (1752-1834). Het huwelijk bleef kinderloos en met hem doofde deze familietak uit.

## Celestin du Pré
Celestin Gaspar Joseph du Pré (Bergen, 18 april 1761 - Luik, 24 februari 1837) werd in 1828, onder het Verenigd Koninkrijk der Nederlanden, erkend in de erfelijke adel. Hij trouwde in 1784 met Anne-Marie Peeters (1759-1838). Ze hadden vijf kinderen, met afstammelingen tot heden. Een tak noemde zich du Pré de Blaransart.
Celestin werd licentiaat in de rechten en advocaat in Namen. Hij werd vervolgens griffier bij de strafrechtbank, procureur des Konings in Namen en raadsheer bij het hof van beroep in Luik. Onder het Franse keizerrijk was hij lid van het Corps législatif.